# Stadion Stamo Kostowa w Popowie
Stadion Stamo Kostowa (bułg. Стадион „Стамо Костов“) – stadion w Popowie, na którym swoje mecze rozgrywa zespół FK Czernołomec 04.